# Liisankatu
Liisankatu (en suédois : Elisabetsgatan) est une rue du centre historique d'Helsinki en Finlande.

## Description
Liisankatu va de Pohjoisranta à Unioninkatu. 
À son extrémité orientale se trouve le petit parc Liisanpuistikko et un accès direct à Tervasaari.
En 1819, la rue est nommée Elisabetinkatu en l'honneur de la tsarine Elisabeth Alexeïevna.
Le nom sera finnicisé en Liisankatu.

## Bâtiments d'Est en Ouest et croisements
Les lieux et bâtiments suivants sont en bordure de Liisankatu (les rues croisant Liisankatu sont aussi indiquées) :

### Côté Nord (numéros impairs)
Pohjoisranta
- Liisankatu 1, Musée de la Guerre et Grande école de la défense nationale, Evert Lagerspetz, 1882

Maurinkatu
- Liisankatu 3, S. J. Hartonen, 1952
- Liisankatu 5, Matti Olin, 1927

Meritullinkatu
- Liisankatu 7, J. Rosenberg, 1895
- Liisankatu 9, 	"Kalliopohja", John Verner Lehtinen, 1907
- Liisankatu 11, Gustaf Wilhelm Nyberg, 1906
- Liisankatu 13, Lycée Sibelius (fi), Theodor Decker, 1901
- Liisankatu 15, Arthur Rudolf Gauffin, 1913
- Liisankatu 17, Maison des Caréliens (fi), Onni Tarjanne, 1910
- Liisankatu 19, Konstantin Kiseleff, 1888
- Liisankatu 21, Wäinö Gustaf Palmqvist, 1924

Snellmaninkatu
- Liisankatu 23, Oskari Holvikivi, 1910
- Liisankatu 25, Sebastian Gripenberg, ?
- Liisankatu 27, Kellariteatteri (fi), Adrian August Nyman, E. A. Törnvall, 1896
- Liisankatu 29, Presbytère orthodoxe, Sebastian Gripenberg, 1905
- Unioninkatu 39, Bertel Liljeqvist, 1937 (façade sud sur Liisankatu)

Unioninkatu

### Côté Sud (numéros pairs)
Pohjoisranta
- Liisanpuistikko
- Liisankatu 2, "Maison Donner", Waldemar Aspelin, Robert S. Lorimer, 1900
- Liisankatu 4, Iikka Martas, 1961

Meritullinkatu
- Liisankatu 6, Wäinö Toivio, 1928
- Liisankatu 8, "Makrilli", Evert Lagerspetz, 1882

- Mariankatu 23, Evert Lagerspetz, 1882 (façade nord sur Liisankatu)

Mariankatu
- Liisankatu 12, "Kalervo", Heikki Kaartinen, 1907
- Liisankatu 14, Sigurd Frosterus, Mauritz Gripenberg, 1922
- Liisankatu 16, "Maison Wilkman", Vilho Penttilä, 1904
- Liisankatu 18, Jussi et Toivo Paatela, 1927

Snellmaninkatu
- Liisankatu 20, Georg Wilenius, 1888

Unioninkatu

## Galerie

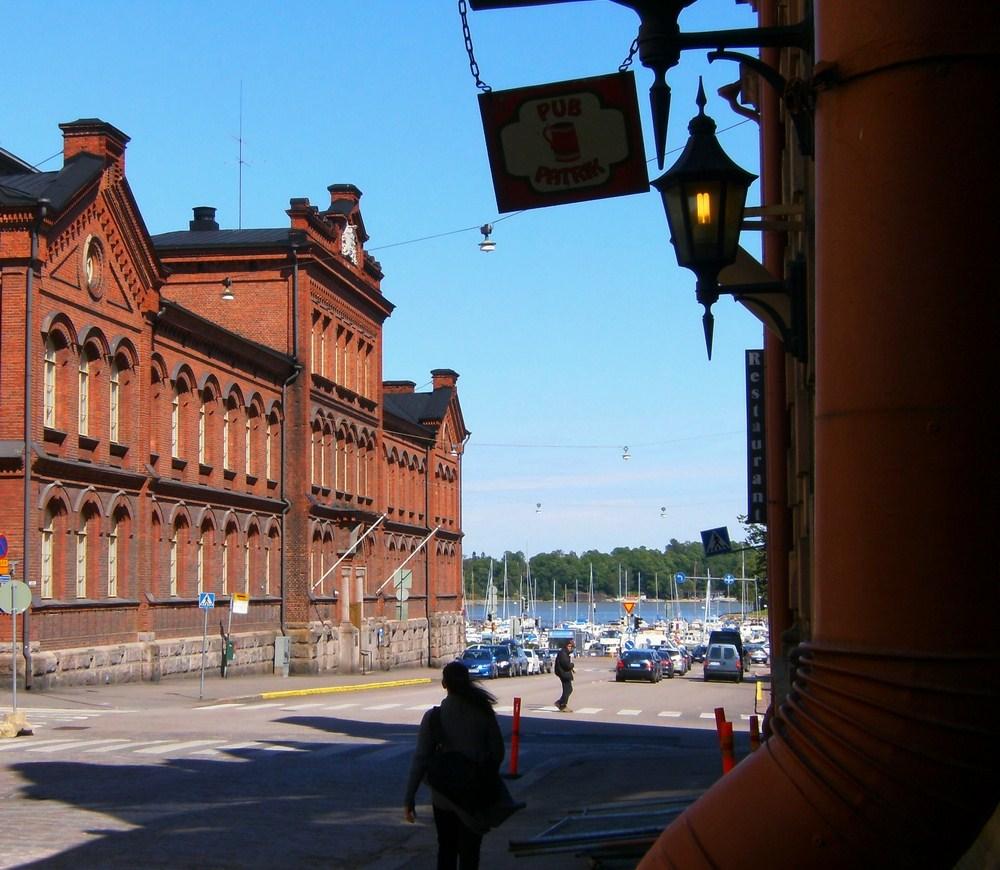
À gauche, le Musée de la Guerre.
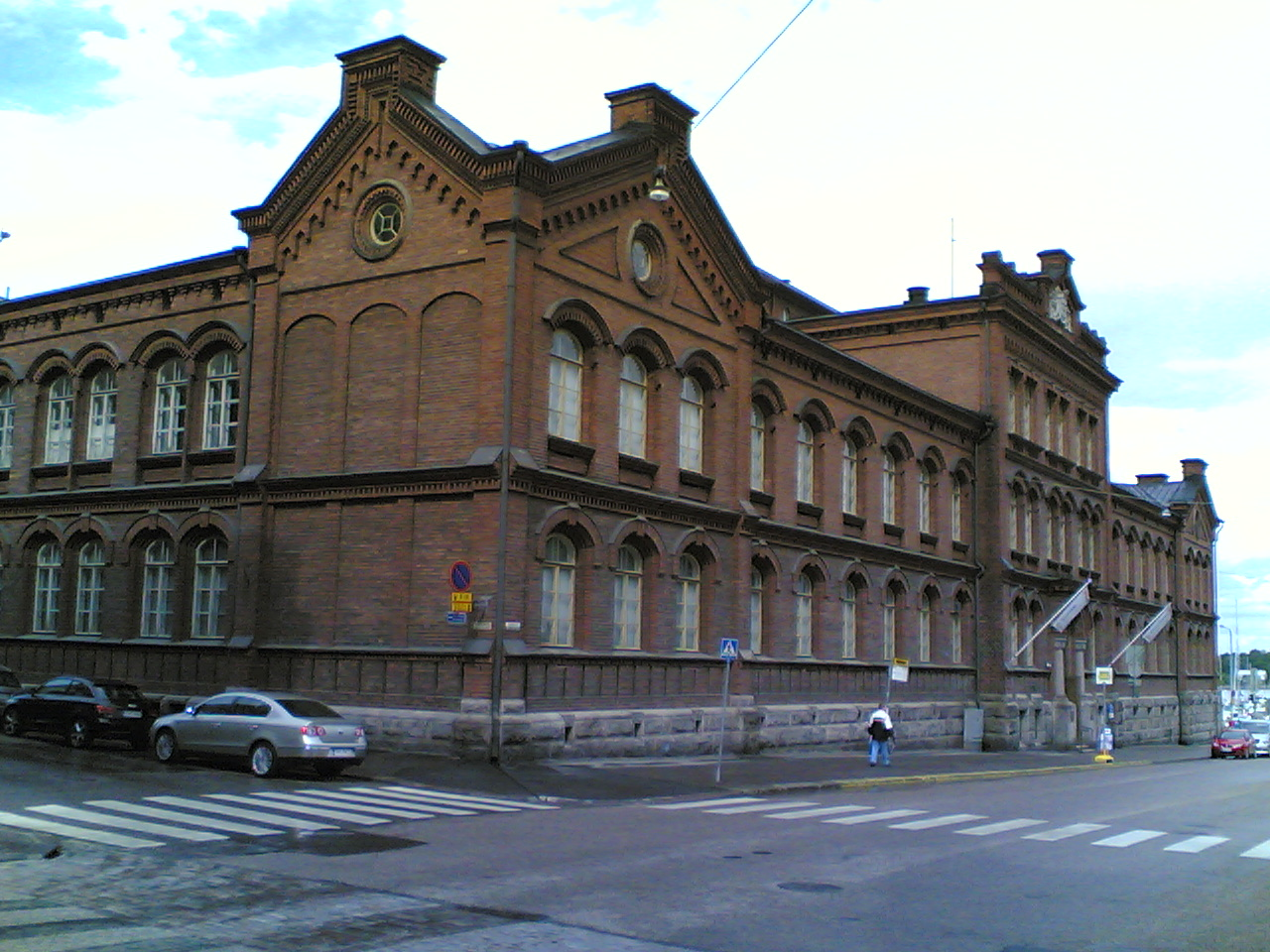
Liisankatu 1, Musée de la Guerre.
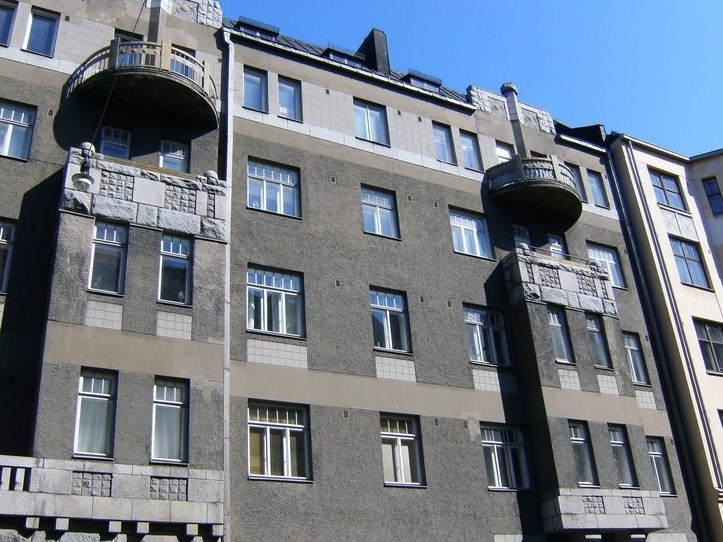
Liisankatu 17, Maison des Caréliens (fi).
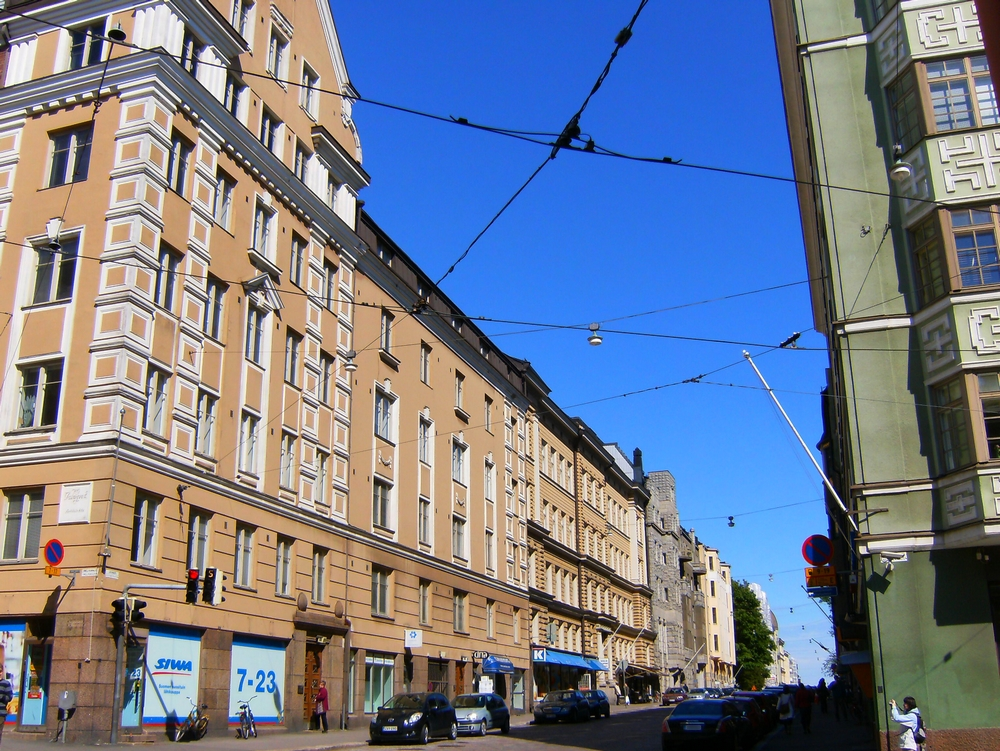
Coin de Liisankatu et Snellmaninkatu.

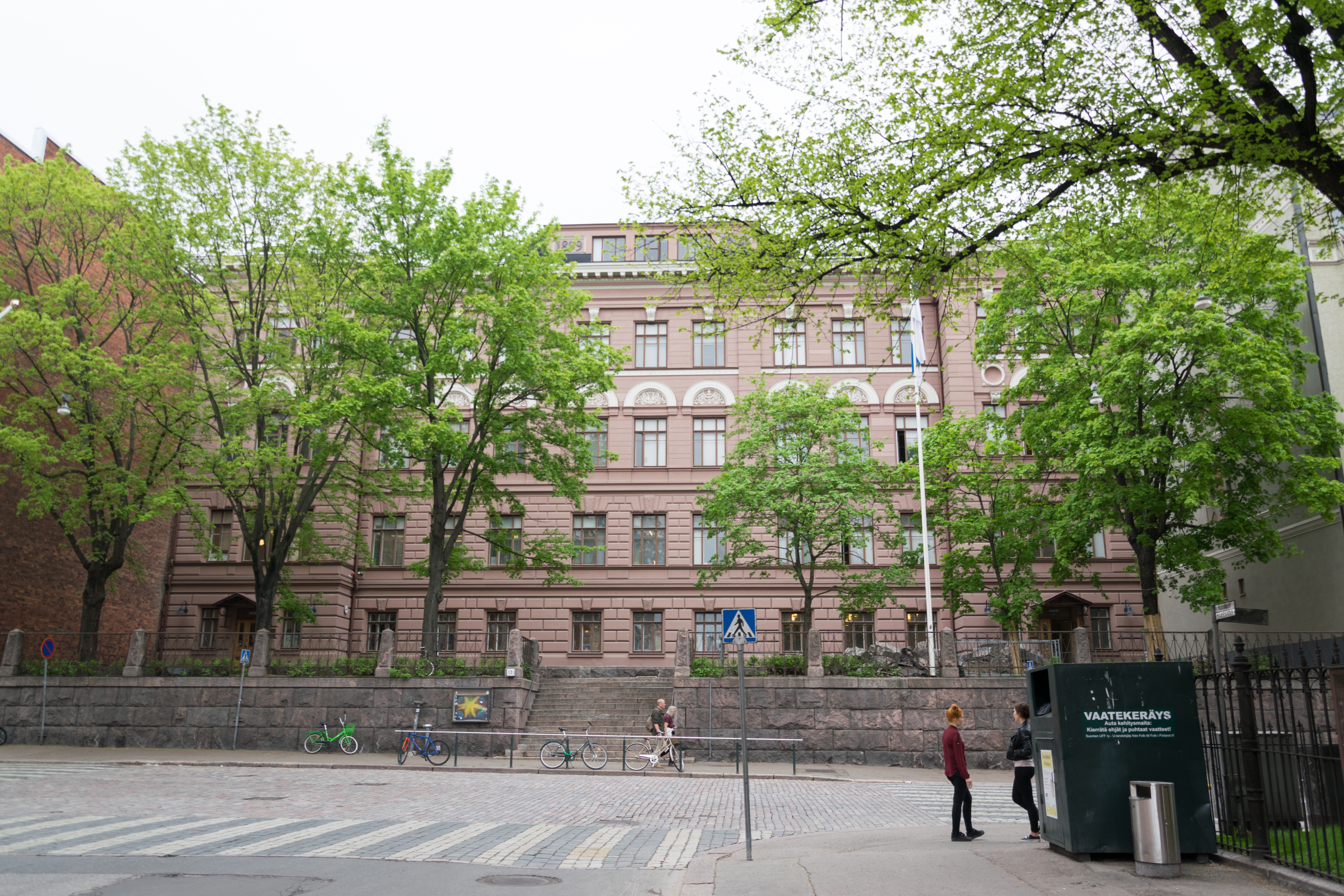
Liisankatu 13, Lycée Sibelius (fi).
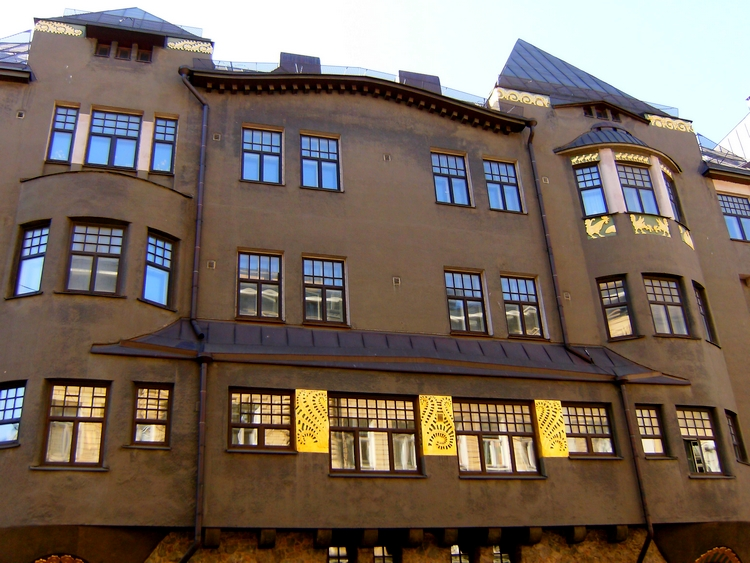
Liisankatu 16, "Maison Wilkman".
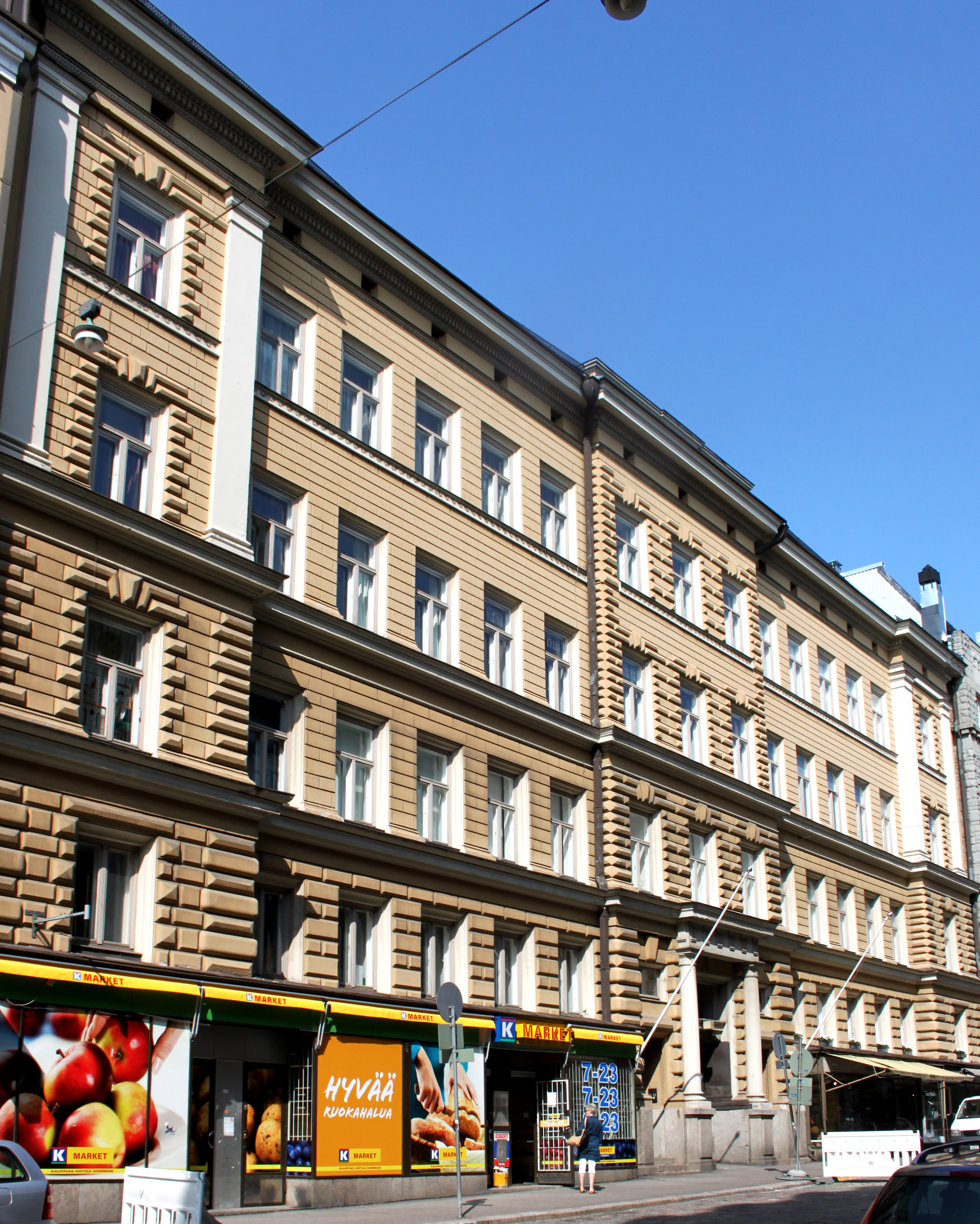
Liisankatu 19.
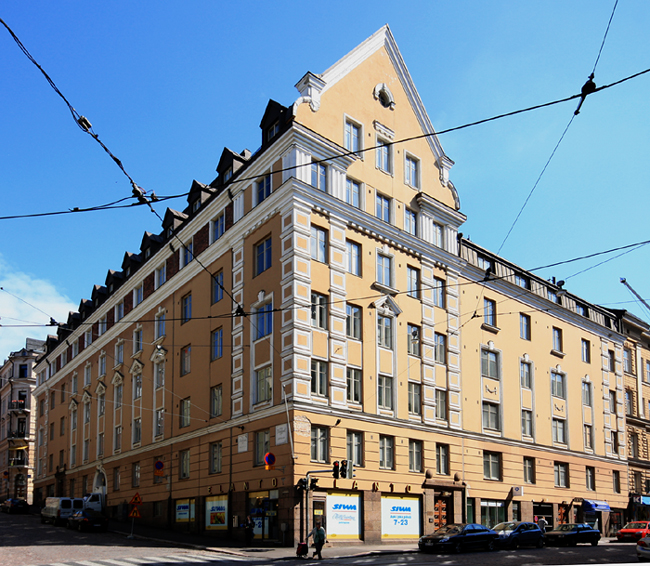
Liisankatu 21.
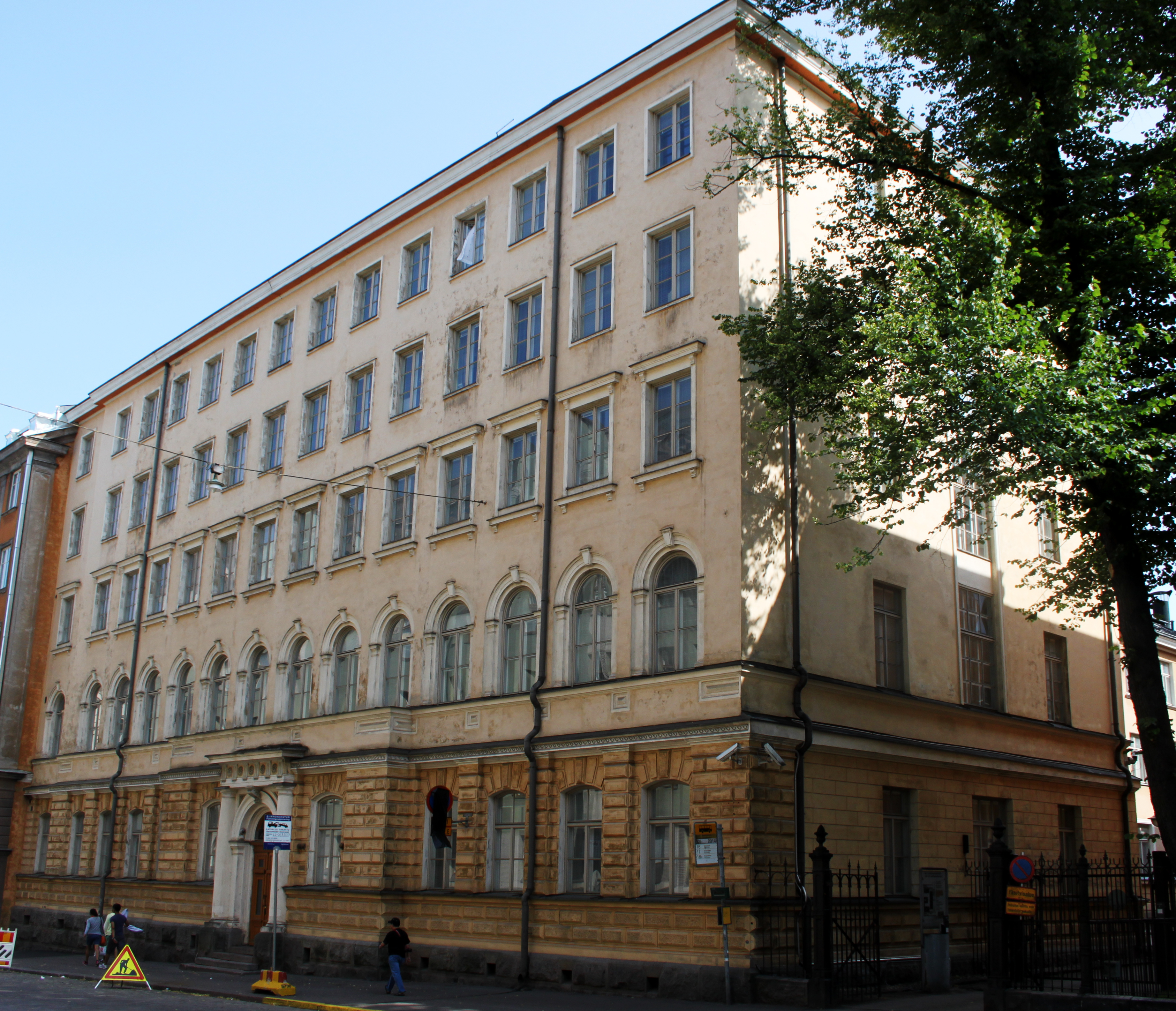
Liisankatu 8

## Transports publics
La ligne de tramway 7 parcourt Liisankatu entre ses croisements avec Unioninkatu et  Snellmaninkatu. 
Sur Liisankatu, l'arrêt s'appelle Snellmaninkatu. 
Les lignes de tramway 3, 6 et 9, longent Liisankatu en parcourant Unioninkatu. 
Liisankatu est desservie d'un bout à l'autre par la ligne de bus 16 (Rautatientori-Kulosaari-Mustikkamaa). 
La ligne de bus 17 (Kallio-Kauppatori-Munkkisaari) emprunte Liisankatu entre Pohjoisranta et Mariankatu.